# Михејан
Михејан (алб. Myhejan) је насељено место у општини Тропоја у округу Кукеш, Албанија. Према попису из 1989. године било је 290 становника.
Према османском попису из 1485. године за Алтин, Мухољани (Михејан) има 13 кућа.
Михејан су једно од насеља племена Гаши.